# أسامة ترغلين
أسامة ترغلين (مواليد 20 مايو 2002) هو لاعب كرة قدم مغربي يلعب في مركز خط الوسط في نادي فانورد روتردام الهولندي والمنتخب المغربي.

## سيرة ذاتية

### مساره في الأندية

#### المولد و الطفولة والتكوين في أكاديمية محمد السادس لكرة القدم
ترعرع  أسامة ترغلين في حي سيدي بليوط في الدار البيضاء، بالمغرب. و منذ نعومة أظافره، كان يمارس  كرة القدم في دروب المدينة الكبيرة  مع أصدقائه وأصدقاء والده، الذين أعجبوا بموهبته، شجعوا عائلته على تسجيله في نادٍ كروي . ومع ذلك، اختار والداه أن يركز على دراسته، رغم أن ترغلين  كان موجها اهتمامه بالفعل بشكل كبير إلى كرة القدم.
عندما بلغ العاشرة من عمره ، واجه ترغلين في  مباراة فريقاً من أكاديمية محمد السادس في الدار البيضاء. و جذب أداؤه انتباه مسؤولي الانتقاء  في الأكاديمية، الذين عرضوا عليه فرصة المشاركة في  تجارب الانتقاء   في الرباط. و بعد نجاحه فيها، انضم إلى مركز أكاديمية محمد السادس لكرة القدم ، حيث بقي هناك من سن 10 إلى 18 من عمره
تعلم ترغلين كل ما هو أساسي للنجاح في كرة القدم  في مركز التكوين، حيث يحتوي  منشآت حديثة ومجهزة بشكل جيد، إضافة الى توفير الأكاديمية لمسار دراسي  أيضاً ، مما يسمح للاعبين الشباب بالتركيز بشكل كامل على تطوير مسارهم  الرياضي والتعليمي معا . و ساهمت  هذه الفترة التكوينية بشكل أساسي  في تطوير أداء ترغلين  كلاعب محترف.

#### أولمبيك مارسيليا و الاعارة الى فريق تركي (2020ـ 2023)
كان ترغلين موضع اهتمام  العديد من الأندية الأوروبية ، و اختار الانضمام إلى أولمبيك مارسيليا في عام 2020، بتوجيه من المدير التقني  ناصر لارغيت والمدرب أندريه فيلاس-بواس. و خاض أولى مباراته مع الفريق الرديف في 10 أكتوبر 2020 حيث انهزم فريقه 4-1 أمام نادي لوهان-كويزو. و خاض معه  ثلاث مباريات خلال موسم 2020-2021.
و خاض في 19 ديسمبر 2021  أولى مبارياته مع الفريق الأول لأولمبيك مارسيليا تحت قيادة المدرب الجديد خورخي سامباولي، حيث دخل بديلا في مباراة كأس فرنسا ضد إي إس لو كاني في ملعب فيلودروم، والتي انتصر  فيها أولمبيك مارسيليا 4-1. في نهاية موسم 2021-2022، طلب من المدرب  سامباولي السماح له بالانتقال على سبيل الإعارة خلال الموسم الموالي ، بناء على رغبته في اللعب  بانتظام و لوقت أكثر . ورغم موسمه التحضيري الواعد، قرر الرحيل، خاصة مع مغادرة سامباولي للنادي في اليوم الأول من التحضيرات الصيفية لموسم 2022-2023.
وفي 01 غشت 2022، وبمساعدة وكالة الانتقالات الخاصة بالمهدي بنعطية، تمت إعارة ترغالين لنصف موسم إلى ألانياسبور في الدوري التركي  الممتاز. و في 07 غشت 2022، خاض أول مباراة له مع النادي بديلا في الدقيقة 69 محل أوموت غونيش ضد فاتح كاراغومروك (فاز فريقه ، 2-4). في 14 غشت، حصل على أول مشاركة له كأساسي ضد بشكتاش (تعادل، 3-3). وغادر النادي خلال فترة الانتقالات الشتوية بعد أن خاض ما مجموعه 06 مباريات في الدوري ومباراة واحدة في كأس تركيا.

#### الانضمام إلى فريق سي لو هافر بداية من 2023
في 7 يناير 2023، أنهى العقد الذي يجمعه مع نادي أولمبيك مارسيليا ، وانضم بحرية إلى نادي "أي سي لو هافر" حيث وقع  عقدا لمدة موسمين,. و التحق  بفريق كَانَ يتنافس على أعلى مراتب دوري الدرجة الثانية الفرنسي تحت قيادة المدرب لوكا إلسنر. و لعب  ترغالين حاملا الرقم (5). و كان اختياره لنادي  لو هافر مدفوعًا بالحاجة إلى أن يُمْنَحَ  وقتا للعب بانتظام من أجل أن يُحَسِّن من  مستواه. وأشار إلى أن هذا الاختيار كان من الصعب فهمه بالنسبة لمحيطه، لكنه كان مُصممًا على إظهار إمكاناته. وعند وصوله، انضم إلى مجموعة ذات أداء عالٍ، مما جعل البدايات تكون صعبة.
في 11 فبراير 2023، خاض أول مباراة له بديلا في الدقيقة 79 و حل مكان "صامويل غراندسير" ضد نادي "سوشو" (انتهت المباراة بالتعادل 1-1). و في 25 فبراير، حصل على أول مشاركة له أساسيا ضد "غرونوبل فوت 38" (انتهت المباراة بالتعادل 0-0). وفي 29 أبريل، سجل أول هدفه الاحترافية ضد نادي "كَانْ" بتسديدة بقدمه اليمنى، مانحًا فريقه الفوز (1-2), وفي 2 يونيو 2023، بعد فوز فريقه "لو هافر" على "ديجون" (1-0)، تُوج النادي رسميًا بلقب دوري الدرجة الثانية، وصعد إلى دوري الدرجة الأولى، وبذلك حقق ترغالين أول لقب كبير له.
في الموسم التالي، تعرض ترغالين لقطع في وتر أخيل في فخذه الأيمن أثناء الإحماء قبل مباراة ضد نادي "بريست"، مما شكل ضربة قاسية  لمسيرته. ووصف هذه الفترة بأنها كانت صعبة ذهنيًا، ولكنه تلقى الدعم من أقربائه وناديه، مما سمح له بالتعافي في المغرب. بعد ذلك بدأ العمل أيضا مع مدرب ذهني لإدارة مسيرته الكروية بشكل أفضل.
وخلال موسم 2023-2024، رغم الإصابات المتعددة، ظل راضيًا عن أدائه الفردي في المباريات التي خاضها، و حاضر دائمًا دعما و مساعدة لفريقه. وعلى الصعيد الجماعي، عَرَفَ  لو هافر موسمًا غير مستقر تميز بالإصابات والإيقافات، لكن الفريق  أظهر شخصية قوية ضامنا البقاء في دوري الدرجة الأولى.

## في المنتخب

### المنتخب المغربي لأقل من 17 سنة
أُسْتُدْعِيَ أسامة ترغلين للمشاركة في المنتخب المغربي للناشئين لأقل من 17 سنة 2018 من قِبَلْ  المدرب جمال السلامي للمشاركة في بطولة اتحاد شمال إفريقيا التي تُؤَهِلُ  لكأس أفريقيا للأمم. وقابل  المنتخب المغربي منتخبات: الجزائر (فاز عليه 5-2) وتونس (فاز عليه 1-0) وليبيا (فازعليه  1-0) ، وفاز المغرب بالبطولة محققا ثلاث انتصارات في المباريات الثلاث التي خاضها,. و اخْتِيرَ تارغالين رسميا في أبريل 2019 للمشاركة في كأس أفريقيا للأمم في تنزانيا. ولكن تم إقصاء المنتخب المغربي من الدور الأول بعد الخسارة أمام الكاميرون (2-1) والخسارة أمام غينيا (1-0) والتعادل مع السنغال (1-1),.

### المنتخب المغربي لأقل من 20 سنة
أُسْتُدْعِيَ بعد ذلك في فبراير 2021 للمشاركة في كأس أفريقيا تحت 20 سنة من طرف المدرب زكرياء عبوب ، و استطاع المنتخب المغربي لأقل من 20 سنة بلوغ مرحلة ربع النهائي ،لكنه أُقْصِيَ من البطولة بعدما انهزم خلال ركلات الترجيح  المنتخب التونسي  لأقل من 20 سنة.

### المنتخب الأولمبي المغربي
أُسْتُدْعِيَ لأول مرة من قبل المدرب هشام الدميعي في أكتوبر 2021 ليكون ضمن لائحة المنتخب المغربي الأولمبي في أكتوبر 2021، للدخول في  معسكر تدريبي في مركز المعمورة  الرياضي في سلا في   الفترة من 04 إلى 12 أكتوبر.
و أُسْتُدْعِيَ مرة أخرى من طرف الناخب المغربي هشام الدميعي في 28 يوليوز 2022 لالتحاق بمعسكر تدريبي ضمن المنتخب الأولمبي المغربي ضمن قائمة مكونة من 23 لاعباً للمشاركة في دورة التضامن الإسلامي في غشت 2022.
و انضم إلى المنتخب المغربي الأولمبي في 22 مارس 2023، هذه المرة  بقيادة المدرب عصام الشراعي من أجل  إجراء  مباراة وديّة أمام المنتخب الأولمبي لساحل العاج في الرباط ضمن استعدادات كأس أفريقيا للأمم تحت 23 سنة و التي أُقِيمَتْ  في المغرب في 2023,. و بدأ أساسيًا في هذه المباراة ولكن المنتخب المغربي خسر(2-3). وبعد يومين، بدأ أساسيا أيضا و حمل شارة القائد و لعب طيلة المباراة   أمام  منتخب طوغو الأولمبي ، وفاز المغرب(2-0). ثم شارك أساسيا مرة أخرى أمام منتخب أوزبكستان الأولمبي وفاز منتخب المغرب الأولمبي (3-0) .
و اخْتِيرَ ضمن  القائمة النهائية في 9 يونيو 2023، من قبل  المدرب عصام الشراعي للمشاركة في كأس أفريقيا للأمم تحت 23 سنة التي أُقِيمَتْ  في المغرب، و أُجريت مباريات دور المجموعات في نهاية شهر يونيو ضد: المنتخب الأولمبي لغينيا و المنتخب الأولمبي لغانا و المنتخب الأولمبي للكونغو الديمقراطية في المجمع الرياضي مولاي عبد الله بالرباط,
و شارك أساسيًا في مباراة ودية ضد المنتخب الأولمبي لموريتانيا في 15 يونيو 2023، والتي فاز بها المغرب (4-1). كما لعب  أساسيًا في أول مباراة ضد المنتخب الأولمبي لغينيا وفاز المغرب (2-1). ولكنه غاب عن قائمة المباراة في الجولة الثانية ضد المنتخب الأولمبي لغانا حيث فاز المغرب (5-1) وتأهل إلى نصف النهائي,.
ثم لعب أساسيا في 30 يونيو مرة أخرى بجانب بنيامين بوشواري في المباراة الثالثة ضد المنتخب الأولمبي للكونغو ، وقدم تمريرة حاسمة سجل منها يونس طه الهدف الوحيد في الدقيقة السابعة فاز المغرب (1-0),.
وفي مباراة النهائية، أحرز ترغلين هدف الفوز في الوقت الإضافي من  تمريرة حاسمة من عبد الصمد الزلزولي ، حيث قاد المغرب للفوز على المنتخب الأولمبي لمصر (2-1).
و اخْتِيرَ ضمن المنتخب المغربي الأولمبي في 4 يوليوز 2024، المكونة من 22 لاعبا للمشاركة في دورة الألعاب الأولمبية 2024,..
و تُوٍجَ أسامة ترغلين مع المنتخب الأولمبي  المغربي بالميدالية البرونزية في الألعاب الأولمبية 2024 في صنف منافسات كرة القدم للرجال ، و احتل المركز الثالث بعد الهزيمة أمام المنتخب الأولمبي الاسباني (1 - 2) بملعب فيلودروم بمدينة مارسيليا في نصف النهاية يوم الاثنين 05 غشت 2024 ، وانتصر على المنتخب الأولمبي المصري يوم الخميس 08 غشت 2024  في مباراة تحديد المركز الثالث (0 - 6) بملعب  “لا ألبوجوار” بمدينة “نانت” الفرنسية,.

## إنجازات
المغرب تحت 23
- كأس الأمم الإفريقية : 2023[39]
- برونزية كرة القدم الأولمبية : 2024[40]

## روابط خارجية
- أسامة ترغلين على موقع اتحاد تركيا (لاعب) (الإنجليزية)
- أسامة ترغلين على موقع قاعدة بيانات كرة القدم.إي يو (الإنجليزية)
- أسامة ترغلين على موقع ناشيونال فوتبول تيمز (الإنجليزية)
- أسامة ترغلين على موقع Soccerway.com (الإنجليزية)